# Zone de conservation des espèces ornithologiques endémiques
Pour les articles homonymes, voir EBA.
Une zone de conservation des espèces ornithologiques endémiques (en anglais : Endemic Bird Area, abrégé EBA) est une zone biogéographique définie par l’organisation non gouvernementale BirdLife International comme contenant au moins deux espèces endémiques. Les zones ne contenant qu’une seule espèce endémique sont appelées Secondary Endemic Bird Areas (et ne sont pas décomptées ici).

## Biodiversité
Bien que les EBA soient généralement petites (quelques kilomètres carrés parfois), certaines atteignent jusqu’à 100 000 km2 ; elles représentent 7 300 000 km2 de la surface terrestre (4,5 %). Elles sont constituées à 83 % par des forêts (majoritairement forêts tropicales de plaines et de montagnes) ; les îles et les zones montagneuses contiennent également de nombreuses EBA.
Ces zones constituent un inestimable réservoir de biodiversité (certes pour les oiseaux, mais aussi pour de nombreuses autres espèces animales comme végétales endémiques). Seuls 7 % des oiseaux endémiques par pays dans le monde ne sont pas inclus dans des EBA. Le minimum d’espèces contenues dans une EBA est de deux, mais il peut grimper jusqu’à 80 espèces endémiques. Un grand nombre de ces espèces sont menacées sur la liste rouge de l'UICN à divers degrés, parfois très gravement.

## Localisation
BirdLife International a reconnu 218 EBA. La plupart d’entre elles sont concentrées dans les tropiques.
- Amériques
  - Amérique du Nord (Canada-USA-Mexique) : 16
  - Amérique centrale : 6
  - Antilles : 5
  - Amérique du Sud : 46
- Afrique : 38
- Europe et Moyen-Orient
  - Europe : 3
  - Moyen-Orient : 2
- Asie
  - Asie continentale (Asie centrale, Sous-continent indien, Chine, Indochine) : 26
  - Philippines : 7
  - Indonésie (hors Nouvelle-Guinée) : 14
- Océanie
  - Australie-Nouvelle-Zélande : 13
  - Nouvelle-Guinée : 9
  - Mélanésie : 9
  - Polynésie-Micronésie: 14